# Rally di Roma Capitale
Rally di Roma Capitale – organizowany od 2013 roku rajd samochodowy z bazą w Rzymie, stolicy Włoch. Od roku 2015 jest jedną z rund rajdowych mistrzostw Włoch. Z kolei od 2017 roku stanowi eliminację mistrzostw Europy.

## Zwycięzcy[1]
| Rok  | Nazwa rajdu                | Kierowca             | Pilot              | Samochód               | Kategoria |
| ---- | -------------------------- | -------------------- | ------------------ | ---------------------- | --------- |
| 2013 | 1. Rally di Roma Capitale  | Alfredo De Dominicis | Matteo Chiarcossi  | Ford Focus RS WRC '08  |           |
| 2014 | 2. Rally di Roma Capitale  | Tonino Di Cosimo     | Mario Papa         | Ford Focus RS WRC '08  |           |
| 2015 | 3. Rally di Roma Capitale  | Umberto Scandola     | Guido D’Amore      | Škoda Fabia R5         | CIR       |
| 2016 | 4. Rally di Roma Capitale  | Umberto Scandola     | Guido D’Amore      | Škoda Fabia R5         | CIR       |
| 2017 | 5. Rally di Roma Capitale  | Bryan Bouffier       | Xavier Panseri     | Ford Fiesta R5         | ERC, CIR  |
| 2018 | 6. Rally di Roma Capitale  | Aleksiej Łukjaniuk   | Aleksiej Arnautov  | Ford Fiesta R5         | ERC, CIR  |
| 2019 | 7. Rally di Roma Capitale  | Giandomenico Basso   | Lorenzo Granai     | Škoda Fabia R5         | ERC, CIR  |
| 2020 | 8. Rally di Roma Capitale  | Aleksiej Łukjaniuk   | Dmitrij Jeremiejew | Citroën C3 R5          | ERC, CIR  |
| 2021 | 9. Rally di Roma Capitale  | Giandomenico Basso   | Lorenzo Granai     | Škoda Fabia Rally2 evo | ERC, CIR  |
| 2022 | 10. Rally di Roma Capitale | Damiano De Tommaso   | Giorgia Ascalone   | Škoda Fabia Rally2 evo | ERC, CIR  |
| 2023 | 11. Rally di Roma Capitale | Andrea Crugnola      | Elia Ometto        | Citroën C3 Rally2      | ERC, CIR  |
| 2024 | 12. Rally di Roma Capitale | Andrea Crugnola      | Elia Ometto        | Citroën C3 Rally2      | ERC, CIR  |

- ERC – Rajdowe Mistrzostwa Europy
- CIR - (Campionato Italiano Rally) Rajdowe Mistrzostwa Włoch